# Boca de Huérgano
Boca de Huérgano ist eine Gemeinde mit 426 Einwohnern (Stand: 2024) im nordwestlichen Zentral-Spanien in der Provinz León in der Autonomen Gemeinschaft Kastilien-León. Boca de Huérgano besteht neben dem gleichnamigen Hauptort aus den Ortsteilen Barniedo de la Reina, Besande, Los Espejos de la Reina, Llánaves de la Reina, Portilla de la Reina, Siero de la Reina, Valverde de la Sierra und Villafrea de la Reina.

## Geografie
Boca de Huérgano liegt im Tal des Río Yuso etwa 100 Kilometer nordöstlich (Luftlinie) von León in einer Höhe von ca. 1110 m.

## Bevölkerungsentwicklung
| Jahr        | 1842 | 1900 | 1950 | 1981 | 1991 | 2001 | 2011 | 2021 | 2023 |
| ----------- | ---- | ---- | ---- | ---- | ---- | ---- | ---- | ---- | ---- |
| Einwohner   | 1278 | 2451 | 2314 | 827  | 724  | 583  | 522  | 444  | 435  |
| Quelle: INE |      |      |      |      |      |      |      |      |      |

## Sehenswürdigkeiten
- Petruskirche (Iglesia de San Pedro Advíncula) in Crémenes
- Himmelfahrtskirche in Besande

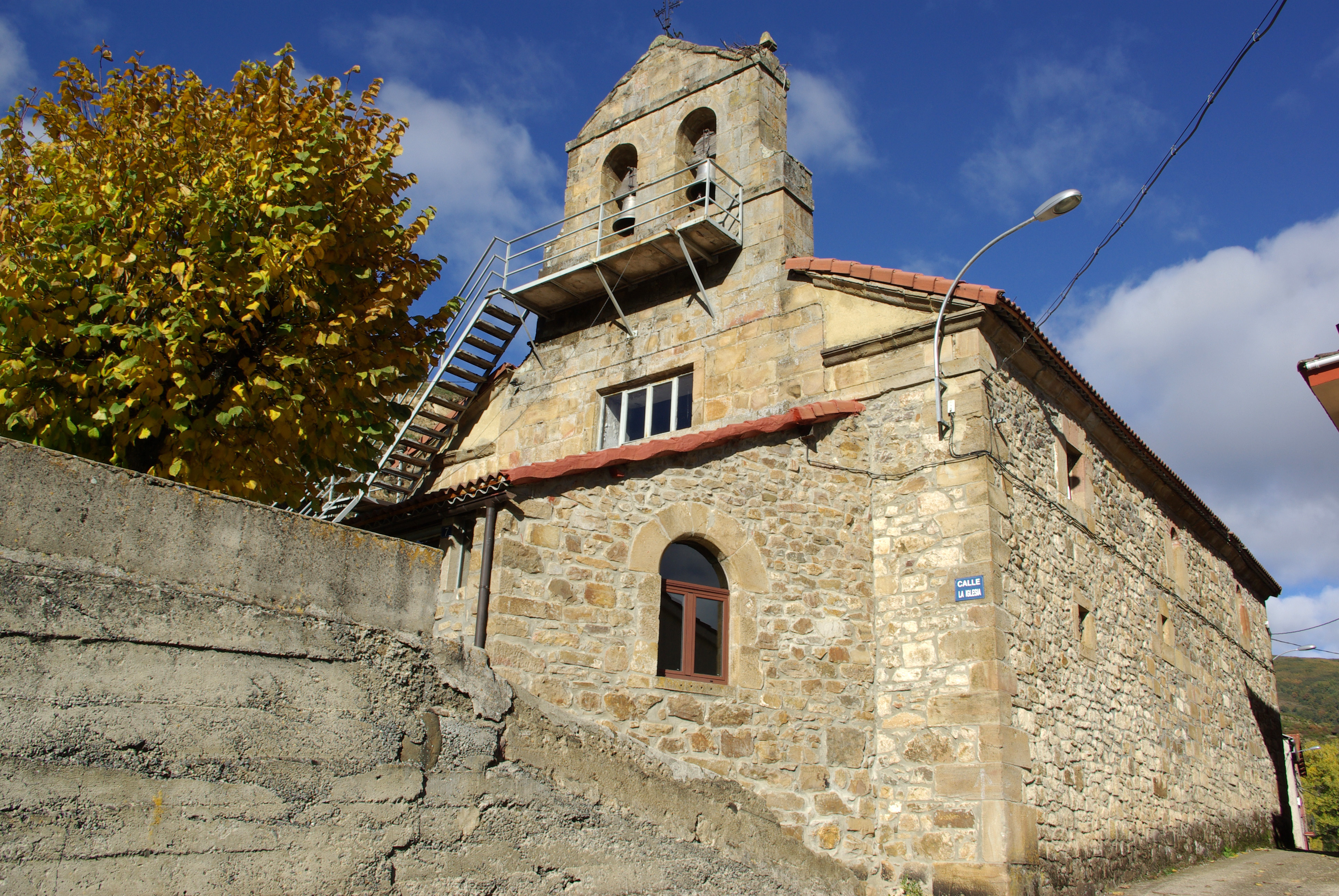
Kirche von Siero de la Reina
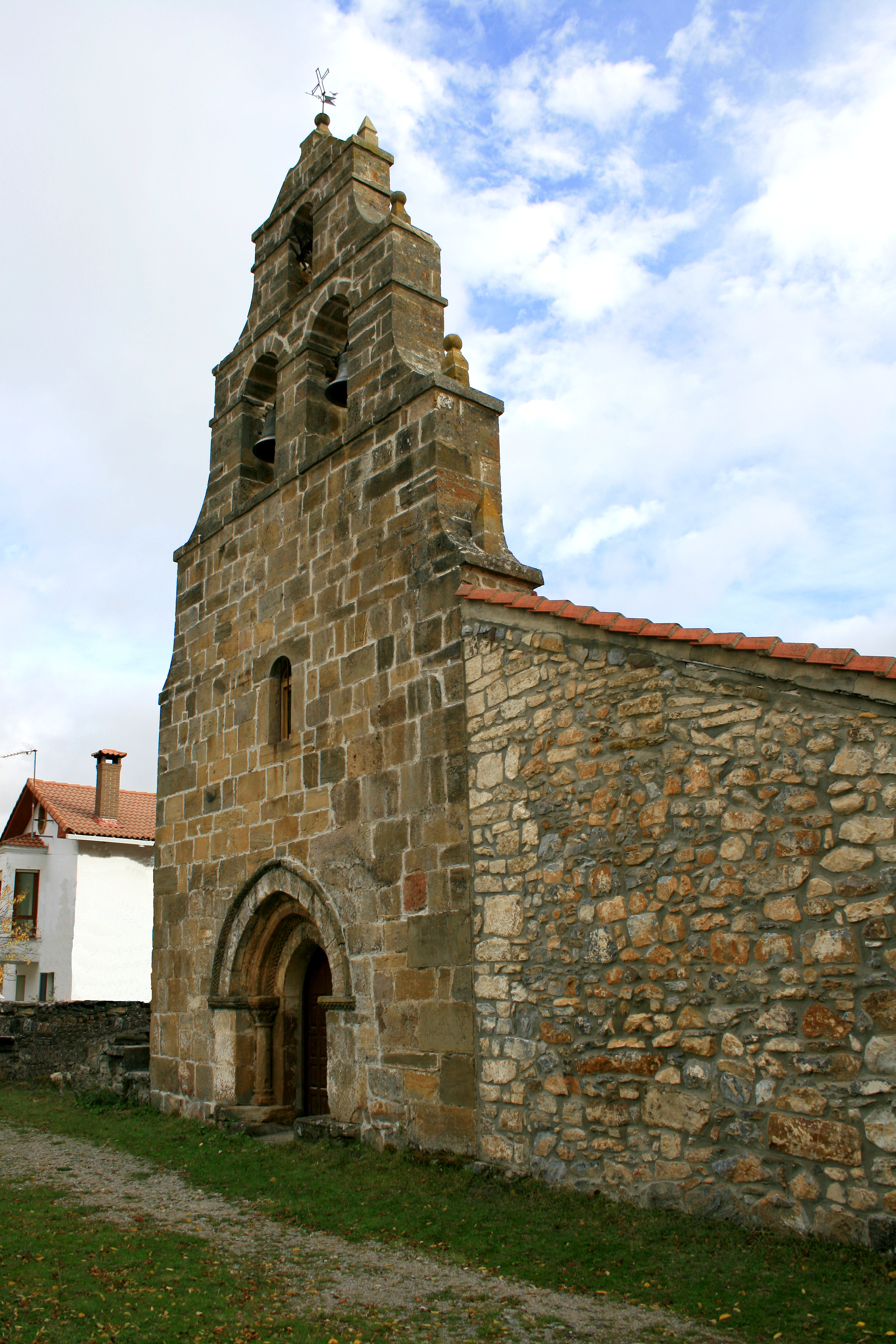
Himmelfahrtskirche in Besande
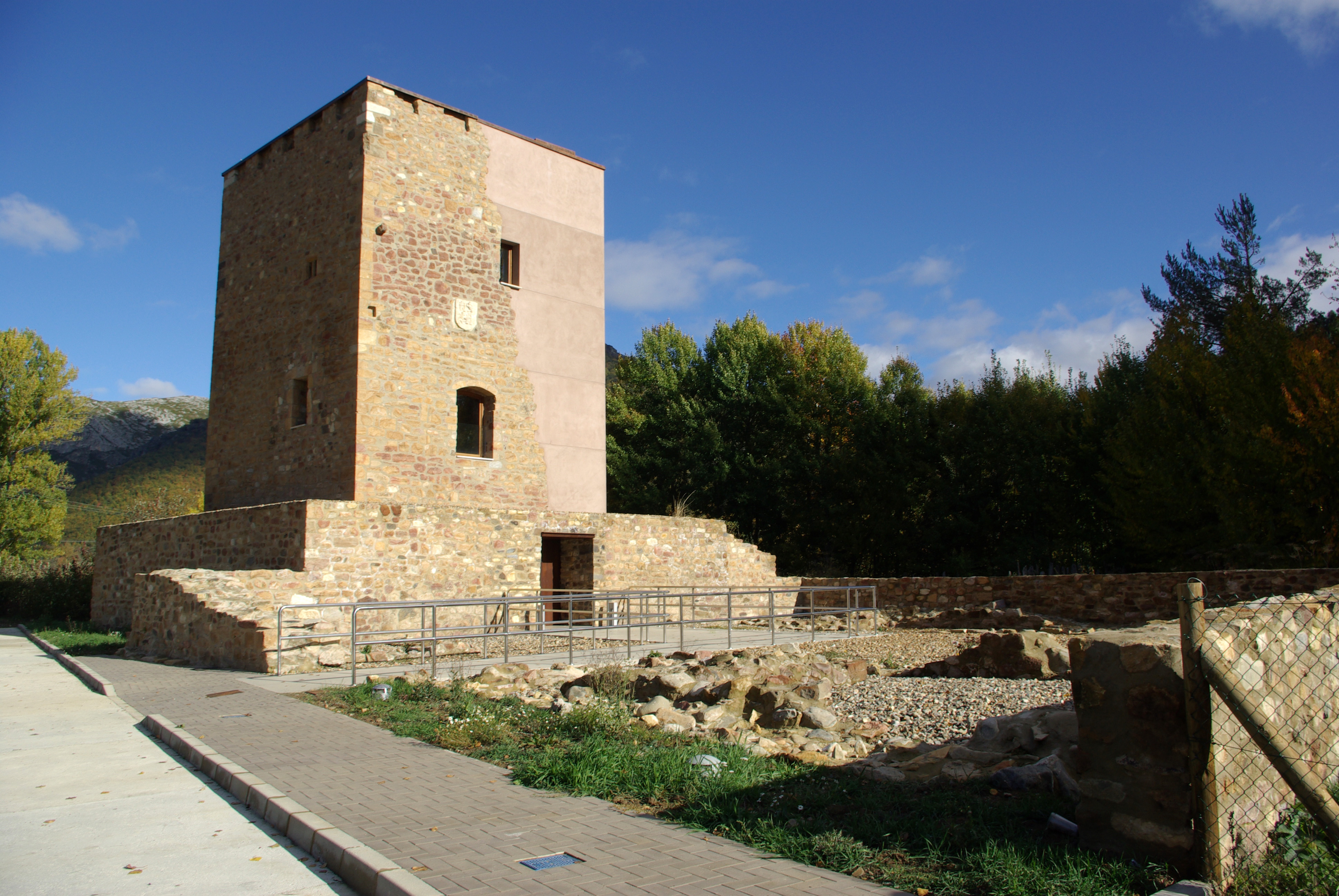
Burgruine mit Turm

- Reste der Burganlage von Boca de Huérgano (Turm)
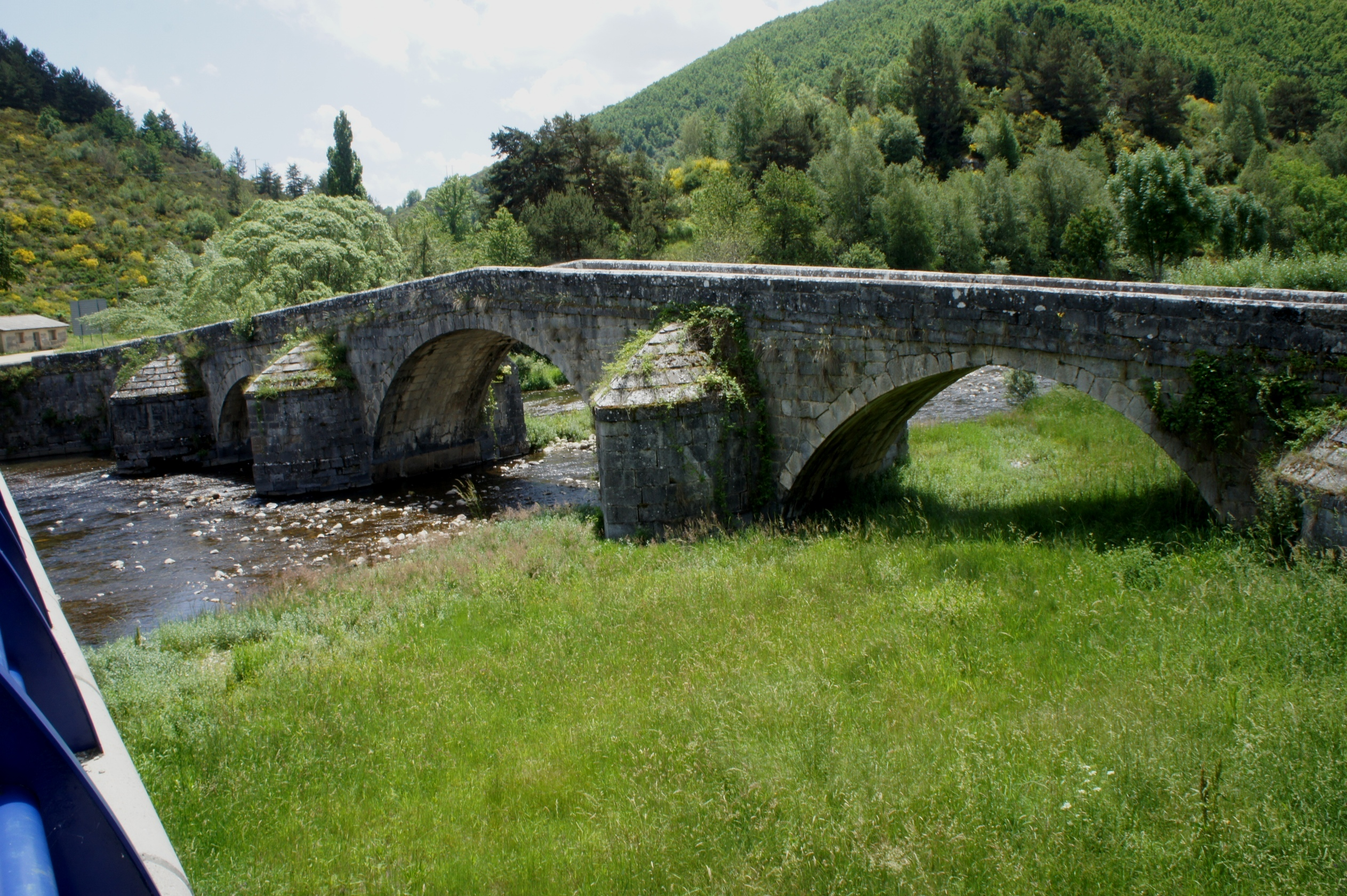
Brücke über den Yuso

- Kirche von Siero de la Reina
- Himmelfahrtskirche in Besande
- Burgruine mit Turm
- Brücke über den Yuso

## Persönlichkeiten
- Dora del Hoyo (1914–2004), Hausangestellte, erste Frau im Opus Dei, derzeit Seligsprechungsverfahren